# Plattling
Plattling je město v německé spolkové zemi Bavorsko, v zemském okrese Deggendorf ve vládním obvodu Dolní Bavorsko. Leží na řece Isar.
V roce 2020 zde žilo 12 948 obyvatel.

## Doprava
Městem přímo vede Bundesstraße 8 a nedaleko města vede dálnice A 92, která spojuje nedaleký Deggendorf s bavorskou metropolí Mnichov.

## Partnerská města
- Nebra (Unstrut), Německo
- Selkirk, Skotsko
- Scharnitz, Rakousko